# Artiom Timofeïev
Cet article concerne le joueur d'échecs russe. Pour le coureur cycliste, voir Artiom Timofeïev (cyclisme). Pour les autres significations, voir Timofeïev.
Artiom Valerievitch Timofeïev (en russe : Артём Валерьевич Тимофеев), né le 6 janvier 1985 à Kazan, est un grand maître russe du jeu d'échecs (2007).
Au 1er mars 2021, son classement Elo est de 2 594 points, ce qui en fait le 48e joueur russe.

## Biographie et carrière
Timofeïev remporta, en 2000, le championnat d'Europe d'échecs de la jeunesse pour moins de 18 ans. En 2005, il remporte le championnat de Russie junior.
Voici quelques autres résultats :
- 1er= à Prešov 2000 ;
- 2e= à Saint-Pétersbourg 2002 ;
- 1er-6e à l'Open de Cappelle-la-Grande 2004 ;
- 3e= à Sarajevo en 2005 ;
- 2e= à Amsterdam en 2005 ;
- vainqueur de l'open de Moscou en 2008 ;
- 1er à Novokouznetsk en 2008 ;
- vainqueur de coupe de Russie de 2007 ;
- médaille de bronze au championnat d'Europe d'échecs individuel de 2010.

Il finit septième de la superfinale du championnat de Russie d'échecs en 2008 avec 6 points sur 11.
| Année | Lieu                             | Résultat      | Ultime adversaire | Adversaires battus |
| ----- | -------------------------------- | ------------- | ----------------- | ------------------ |
| 2005  | Khanty-Mansiïsk (coupe du monde) | deuxième tour | Emil Sutovsky     | Evgeni Agrest      |
| 2009  | Khanty-Mansiïsk (coupe du monde) | deuxième tour | Sergueï Kariakine | Rafael Leitão      |
| 2011  | Khanty-Mansiïsk (coupe du monde) | premier tour  | Sergueï Azarov    |                    |